# 克里斯托夫·布洛歇爾

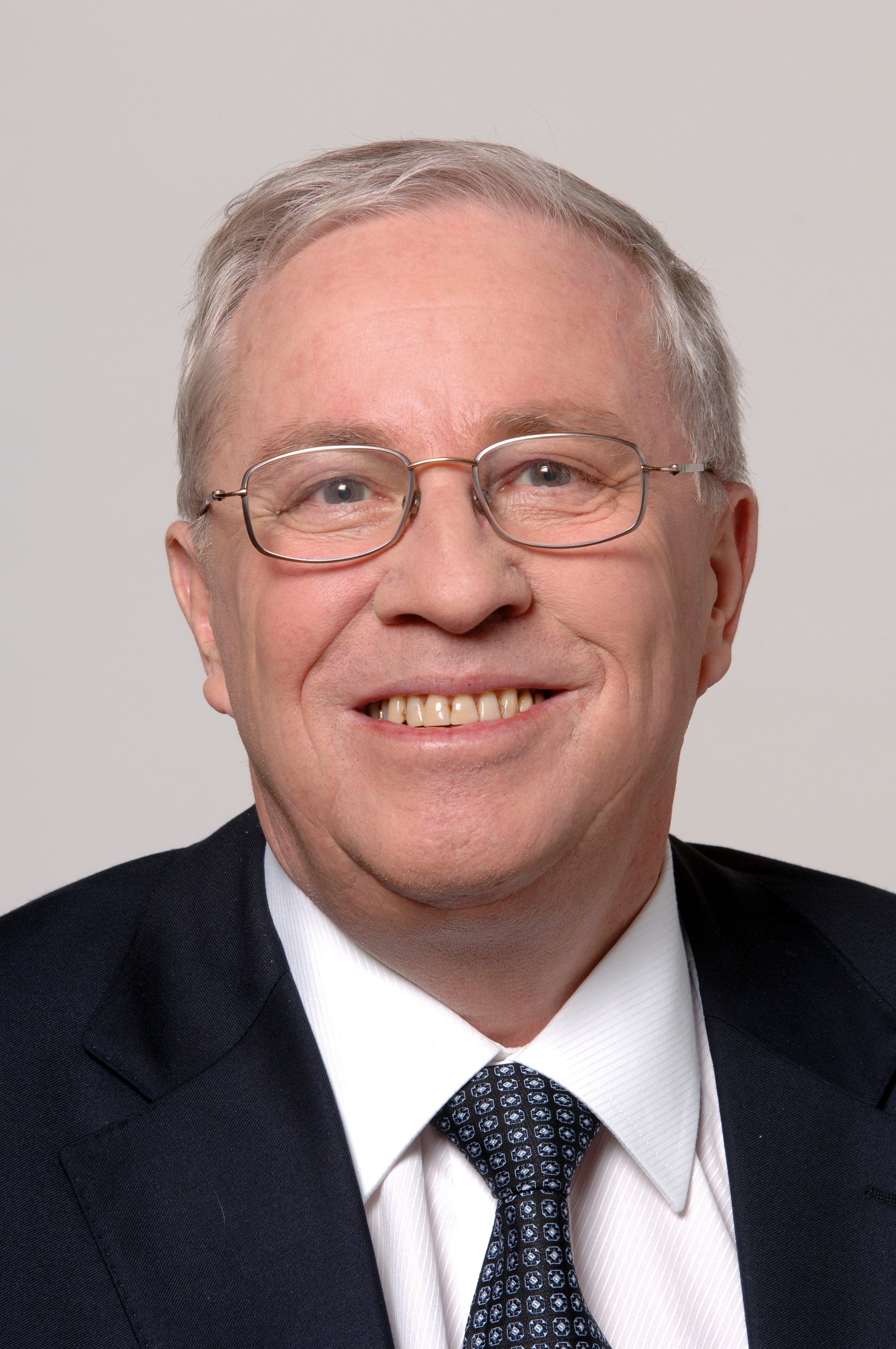

克里斯托夫·沃尔弗拉姆·布洛歇尔（德語：Christoph Wolfram Blocher，發音：[ˈkrɪ⁠stɔ⁠f ˈblɔ⁠⁠xər]；1940年10月11日—）是一位瑞士政治人物、實業家，為瑞士人民黨成員，是2004年到2007年間的瑞士聯邦委員會委員之一，於2007年12月13日的選舉中被埃韋琳·威德默-施倫普夫取代。

## 外部連結
- Christoph Blocher website（页面存档备份，存于） （德文）